# 19 رمضان
- السبت
- الأحد
- الاثنين
- الثلاثاء
- الأربعاء
- الخميس
- الجمعة

- 11 مارس 2025
- 22 مارس 2025
- 33 مارس 2025
- 44 مارس 2025
- 55 مارس 2025
- 66 مارس 2025
- 77 مارس 2025
- 88 مارس 2025
- 99 مارس 2025
- 1010 مارس 2025
- 1111 مارس 2025
- 1212 مارس 2025
- 1313 مارس 2025
- 1414 مارس 2025
- 1515 مارس 2025
- 1616 مارس 2025
- 1717 مارس 2025
- 1818 مارس 2025
- 1919 مارس 2025
- 2020 مارس 2025
- 2121 مارس 2025
- 2222 مارس 2025
- 2323 مارس 2025
- 2424 مارس 2025
- 2525 مارس 2025
- 2626 مارس 2025
- 2727 مارس 2025
- 2828 مارس 2025
- 2929 مارس 2025
- 130 مارس 2025
- 231 مارس 2025
- 31 أبريل 2025
- 42 أبريل 2025
- 53 أبريل 2025
- 64 أبريل 2025

19 رمضان أو 19 رمضان المُبارك أو يوم 19 \ 9 (اليوم التاسع عشر من الشهر التاسع) هو اليوم الخامس والخمسون بعد المائتين (255) من أيَّام السنة (أو السادس والخمسون بعد المائتين لو كان شهر شعبان مُتممًا لليوم الثلاثين أو السابع والخمسون بعد المائتين لو أتم كلًا من صفر وربيع الآخر وجمادى الآخرة وشعبان ثلاثين يومًا) وفق التقويم الهجري القمري (العربي). يبقى بعده 99 أو 100 أيَّام لانتهاء السنة.

## أحداث
- 40 هـ - عبد الرحمن بن ملجم يضرب الخليفة علي بن أبي طالب بسيف مسموم على رأسه أثناء إمامته المسلمين في صلاة الفجر في مسجد الكوفة.
- 92 هـ - القائد طارق بن زياد ينجح في السيطرة على شمال أيبيريا في بداية الفتح الإسلامي للأندلس.
- 202 هـ - رحيل آلاف الأندلسيين من قرطبة بعد فشل ثورتهم ضد حكم الأمير الحكم بن هشام الذي بطش بالثوار وهدم منازلهم وشردهم في الأندلس فاتجهت جماعة منهم تبلغ ما يقارب 15 ألف إلى مصر ثم ما لبثوا أن غادروها إلى جزيرة أقريطش سنة 212 هـ - وأسسوا بها إمارة أقريطش التي استمرت زهاء قرن وثلث.
- 556 هـ - مقتل الوزير الفاطمي طلائع بن رزيك في القاهرة.
- 665 هـ - مقتل الشيخ شهاب الدين أبو شامة المقدسي بسبب محنة حيكت ضده، في داره بطواحين الأشنان في دمشق.
- 784 هـ - مبايعة السلطان الظاهر سيف الدين برقوق بن أنس سلطانًا على الدولة المملوكية، لتبدأ بذلك السلالة البرجية بحكم مصر والشام.
- 1027 هـ - الصفويون ينتصرون على العثمانيين في معركة «بُل شكسته»، وخسر العثمانيون في هذه المعركة 15 ألف قتيل.
- 1094 هـ - القائد القرمي مراد كيراي المشارك مع الجيش العثماني في حصار «فيينا» يرتكب أحد أكبر الخيانات في التاريخ الإسلامي، بتركه الجيش البولوني والنمساوي يعبر نهر الدونة لفك الحصار العثماني عن فيينا.
- 1096 هـ - استسلام قلعة «أويفار» التي كانت خاضعة للدولة العثمانية منذ 21 عاما. وكان الاستيلاء على هذه القلعة سببا في إقامة الأفراح في العالم المسيحي.
- 1121 هـ - نشوب معركة بحرية بين الأسطول العماني والأسطول البرتغالي تراجع فيها الأسطول العماني إلى رأس الخيمة.
- 1267 هـ - الصدر الأعظم العثماني رشيد باشا يؤسس الأكاديمية الإمبراطورية التي كانت تسمى «أنجمش دانش».
- 1338 هـ - الزعيم المصري «سعد زغلول» يسافر إلى لندن لمواصلة المفاوضات مع وزير المستعمرات البريطاني اللورد «ملنر»؛ لتحديد طبيعة العلاقة بين مصر وبريطانيا.
- 1357 هـ - عصمت إينونو يتولى رئاسة الجمهورية التركية خلفًا لمصطفى كمال أتاتورك.
- 1366 هـ - الاتحاد العام التونسي للشغل يقوم بإضراب عام بمدينة صفاقس أدى إلى التصادم مع القوات الفرنسية وسقوط عشرات الضحايا.
- 1375 هـ - الحكومة التونسية تصدر قرارًا بأن يكون جامع الزيتونة جامعة مختصة بالعلم، وأن تسمَّى الجامعة الزيتونية، وأصبحت بها 5 كليات.
- 1407 هـ - المقاتلات العراقية تقصف الفرقاطة الأمريكية وتقتل 37 شخص وذلك في الحرب العراقية الإيرانية.
- 1411 هـ - صدور قرار مجلس الأمن رقم 687 والقاضي بوقف رسمي لإطلاق النار بعد حرب تحرير الكويت، وبتدمير أسلحة الدمار الشامل العراقية وإنشاء صندوق خاص بتعويضات يدفعها العراق، وقد وافق العراق على هذا القرار بعد 3 أيام.
- 1432 هـ - وحدة عسكرية إسرائيلية تقتل وتصيب عددًا من الجنود المصريين على الحدود المصرية / الإسرائيلية.
- 1433 هـ - رئيس الوزراء السوري رياض فريد حجاب ينشق على نظام الرئيس بشار الأسد ويلجأ للأردن، والرئيس السوري يعين عمر غلاونجي رئيسًا مؤقتًا للحكومة.
- 1439 هـ - استقالة رئيس الوزراء الأردني هاني الملقي على خلفية الإضراب الواسع في الدولة وتكليف عمر الرزاز بتشكيل الحكومة الجديدة.

## مواليد
- 40 هـ - عمرو بن عبد الله السبيعي، عالم محدث.
- 1272 هـ - محمود شكري الآلوسي، عالم مسلم وأديب ومؤرخ عراقي.
- 1282 هـ - أسد الله الزنجاني، فقيه ومؤلف مسلم عراقي-إيراني.
- 1341 هـ - عاصي الرحباني، موسيقار ومؤلف لبناني.
- 1361 هـ - مير حسين موسوي، رئيس وزاء ووزير خارجية أسبق إيراني.
- 1365 هـ -
  - مسعود برزاني، رئيس إقليم كردستان العراق.
  - نزيه خير، شاعر عربي إسرائيلي.
- 1380 هـ - سعاد علي، ممثلة بحرينية.
- 1392 هـ - حنان فوزي المسعودي، روائية وشاعرة عراقية.

## وفيات
- 101 هـ - أيوب بن شرحبيل الأصبحي، والي مصر في عهد الخليفة الأموي عمر بن عبد العزيز.
- 174 هـ - روح بن حاتم، والي القيروان في عهد أول خمس خلفاء عباسيين.
- 425 هـ - الرقيق القيرواني، مؤرخ وأديب مسلم.
- 556 هـ - طلائع بن رزيك، وزير وفقيه فاطمي.
- 587 هـ - تقي الدين عمر بن شاهنشاه، أمير أيوبي وابن أخ صلاح الدين.
- 665 هـ - أبو شامة المقدسي، فقيه ومحدث شافعي.
- 685 هـ - محمد الفقيه اليونيني، فقيه حنبلي متصوف.
- 1382 هـ - محمود شلتوت، شيخ الجامع الأزهر.
- 1410 هـ - حسنين مخلوف، مفتي الديار المصرية الثامن والعاشر.
- 1425 هـ - زايد بن سلطان آل نهيان، رئيس دولة الإمارات العربية المتحدة.
- 1433 هـ - عمر سليمان، نائب رئيس الجمهورية في مصر.
- 1439 هـ - أحمد سعيد، مذيع مصري.

## وصلات خارجية
- موقع قصة الإسلام: حدث في شهر رمضان.